# رايموند غرافل
رايموند غرافل هو سياسي كندي، ولد في 4 نوفمبر 1952 في Saint-Damien, Quebec ‏ في كندا، وتوفي في 11 أغسطس 2014 في Lanaudière ‏ في كندا بسبب سرطان الرئة. نشط حزبياً في الكتلة الكيبيكية. وقد انتخب عضو مجلس العموم الكندي وقد انضم خلال فترته النيابية ‏ للكتلة البرلمانية الكتلة الكيبيكية وانتخب عضو مجلس العموم الكندي.